# The Peacemaker
The Peacemaker is een Amerikaanse actiefilm uit 1997 van Mimi Leder. George Clooney en Nicole Kidman speelden de hoofdrollen. De film is het productiedebuut van Dreamworks SKG. Het verhaal is gebaseerd op One Point Safe, een boek van Andrew en Leslie Cockburn en speelt in op het uiteenvallen van de Sovjet-Unie en de burgeroorlogen in voormalig Joegoslavië. De opnames vonden grotendeels plaats in Macedonië.

## Rolverdeling
| Acteur              | Personage              | Opmerkingen |
| ------------------- | ---------------------- | ----------- |
| George Clooney      | LtKol Thomas Devoe     | Hoofdrol    |
| Nicole Kidman       | Dr. Julia Kelly        | Hoofdrol    |
| Marcel Iureş        | Dusan Gavrich          |             |
| Aleksandr Baluyev   | Gen Aleksandr Kodoroff |             |
| Armin Mueller-Stahl | Dimitri Vertikoff      |             |

Leder regisseerde eerder een aantal afleveringen van ER, waar Clooney een hoofdrol in speelde. Ook Goran Višnjić werd bekend bij het grote publiek dankzij de serie. Hij speelde een kleine rol in The Peacemaker, evenals Michael Boatman die eerder in China Beach een wat grotere rol had. Die televisieserie werd eveneens deels geregisseerd door Leder.

## Ontvangst
Op Rotten Tomatoes scoorde The Peacemaker 45% en op Metacritic 43 punten. Kritiek werd voornamelijk geuit op een gebrek aan spanning en chemie tussen Clooney en Kidman. Een link met de James Bondfilms is al gauw gelegd, met het verschil dat The Peacemaker oppervlakkiger overkwam. Anderzijds werd de film geprezen om zijn actiescènes.

## Nominaties
The Peacemaker ontving een nominatie voor een PFS Award in de categorie Expositie en Kidman won een nominatie voor een Blockbuster Entertainment Award in de categorie Favoriete actrice.

## Muziek
De muziek uit de film werd gecomponeerd en geproduceerd door Hans Zimmer.